# Streckfly
Streckfly (Charanyca trigrammica) är en fjärilsart som beskrevs av Hüfnagel 1767. Streckfly ingår i släktet Charanyca och familjen nattflyn. Enligt den finländska rödlistan är arten nära hotad i Finland. Arten är reproducerande i Sverige. Artens livsmiljö är friska gräsmarker. Inga underarter finns listade i Catalogue of Life.

## Bildgalleri

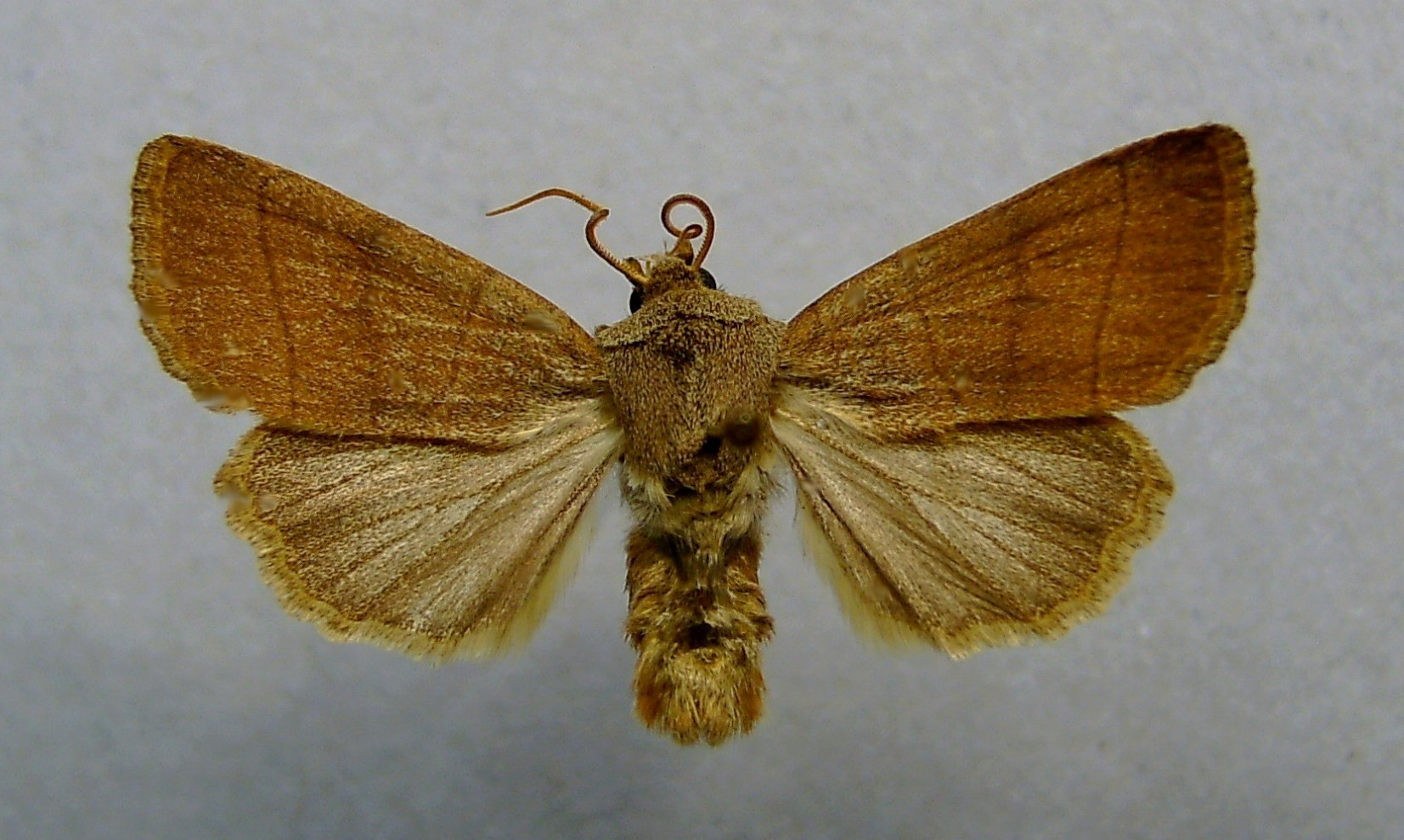
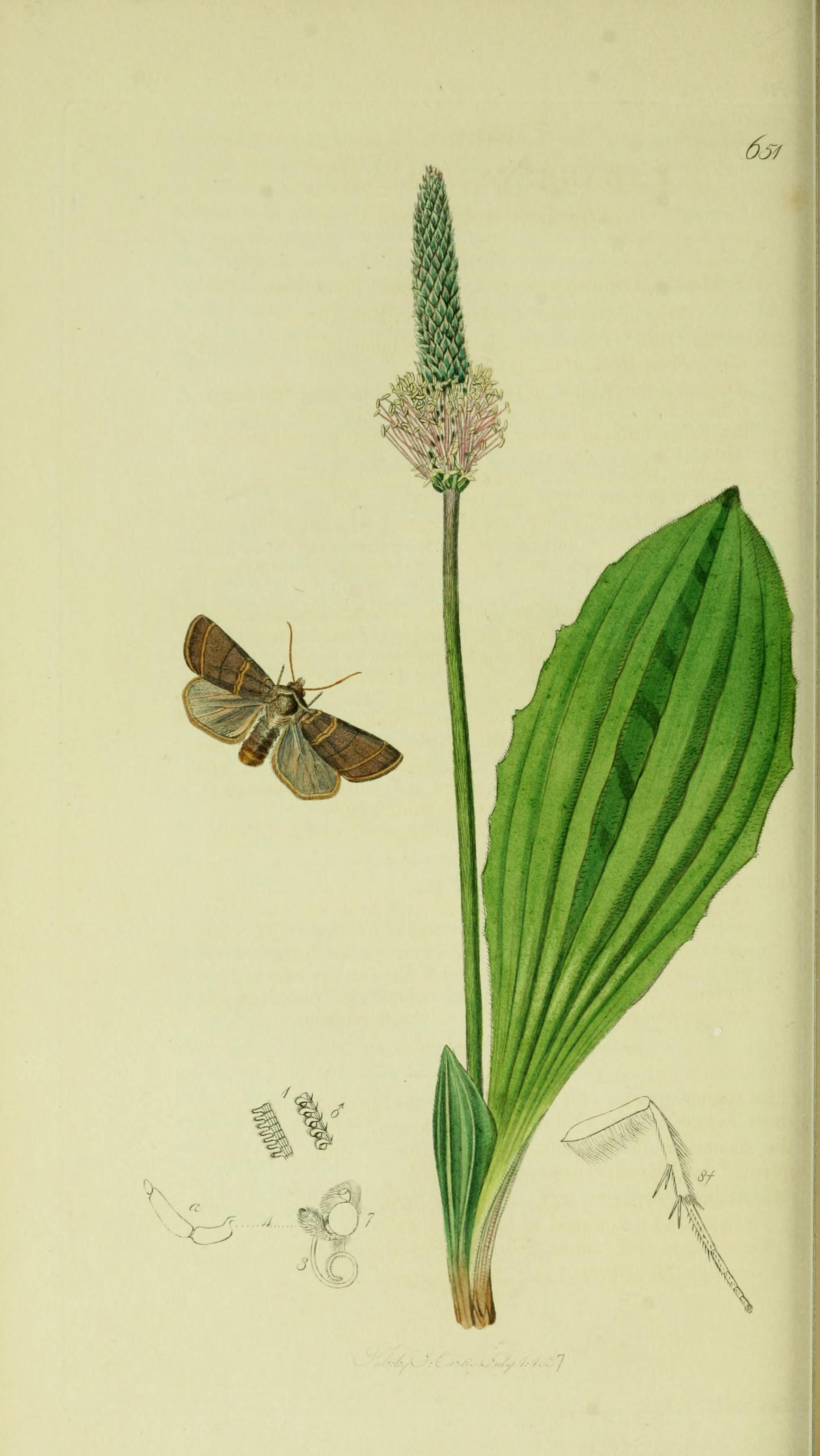